# Tonalitat paral·lela
|  | Per a altres significats, vegeu «Tonalitat (desambiguació)». |

En música, la tonalitat paral·lela menor o tònica menor, també denominada homònima menor, d'una tonalitat major és la tonalitat menor que té la mateixa tònica; de la mateixa manera, la tonalitat paral·lela major d'una tonalitat menor també té la mateixa tònica. Per exemple, sol major i sol menor tenen diferents modes musicals però la mateixa tònica, el sol; per tant, podem dir que sol menor és la paral·lela menor de sol major, i sol major és la paral·lela major de sol menor. Per a trobar l'homònima menor d'una tonalitat, cal agregar 3 bemolls a l'armadura.
A inicis del segle xix, els compositors, i de manera notable Robert Schumann, van començar a experimentar amb acords agafats lliurement de la tonalitat paral·lela.
A l'oïda, el canvi d'una tonalitat major a la seva paral·lela menor sona com un senzill canvi de caràcter, com un "entristiment" general. Té algunes similituds amb el canvi a la tonalitat relativa menor.